# Live at the Marquee (Dream Theater)
Live At The Marquee is een livealbum van de progressieve metalband Dream Theater. Het is opgenomen in de Marquee Club in Londen.

## Nummers
1. "Metropolis Pt. 1: The Miracle And The Sleeper" – 9:36
2. "A Fortune in Lies" – 5:10
3. "Bombay Vindaloo" – 6:48 (improvised jam)
4. "Surrounded" – 6:00 (Europese uitvoering) / "Another Day" – 4:37 (Japanse uitvoering)
5. "Another Hand / The Killing Hand" – 10:30
6. "Pull Me Under" – 8:42

## Bandleden
- James LaBrie – zang
- Kevin Moore - keyboard
- John Myung – basgitaar
- John Petrucci – gitaar
- Mike Portnoy – drums